# Finlandia en el Festival de la Canción de Eurovisión 2022
Finlandia participó en el LXVI Festival de la Canción de Eurovisión, que se celebró en Turín, Italia del 10 al 14 de mayo de 2022, tras la victoria de Måneskin con la canción «Zitti e buoni». La Yleisradio, radiodifusora encargada de la participación finlandesa en el festival, decidió organizar el tradicional «Uuden Musiikin Kilpailu». El festival celebrado en una sola gala el 26 de febrero de 2022 dio como ganadores al famoso grupo The Rasmus con la canción rock «Jezebel», compuesta por Lauri Ylönen y Desmond Child.
A pesar de la popularidad de The Rasmus, el grupo pasó completamente desapercibida en las casas de apuestas. En el festival, Finlandia se presentó en la segunda semifinal, logrando clasificarse a la gran final tras situarse en el 7.º lugar con 162 puntos. Dos días, Finlandia se ubicaría en la final en la 21.ª posición con solo 38 puntos: 12 del jurado profesional y 26 del televoto.

## Historia de Finlandia en el Festival
Finlandia debutó en el Festival de 1961, participando desde entonces en 53 ocasiones. Finlandia es considerado como uno de los países con peores resultados en la historia del concurso. Solamente se ha clasificado dentro de los 10 mejores en 12 ocasiones y ha finalizado en último lugar de la final en 9 ocasiones, 3 de ellas con 0 puntos. Sin embargo, Finlandia ha obtenido una victoria dentro del festival: en 2006 con el grupo de heavy metal Lordi con la canción «Hard Rock Hallelujah». Desde la introducción de las semifinales en 2004, Finlandia ha mantenido resultados dispares, clasificando a la final en 9 ocasiones y siendo eliminado en 8.
En 2021, los ganadores del tradicional UMK, el grupo Blind Channel, se colocaron en 6.ª posición con 301 puntos en la gran final, con el tema «Dark Side».

## Representante para Eurovisión

### Uuden Musiikin Kilpailu 2022
Finlandia confirmó la realización del «Uuden Musiikin Kilpailu» en su edición n.º 11 como método de selección para elegir a su representante en el Festival de Eurovisión de Turín 2022, siendo presentado el reglamento del concurso el 24 de mayo de 2021. El periodo de recepción de las canciones fue entre el 1 y el 6 de septiembre de 2021. El 12 de enero de 2022 se revelaron los 7 participantes así como el título de las canciones en una conferencia de prensa, siendo presentadas todas las canciones con sus respectivos lyric-videos entre el 13 y el 21 de enero de 2022.
La competencia mantuvo el mismo sistema que el año anterior, consistiendo en una sola final con una fase de votación: después de que se presentaron las 7 candidaturas, se sometieron a una votación a 25% de 7 paneles de jurados internacionales y el 75% la votación del público. Cada panel de jurado otorgó 12, 10, 8, 6, 4 y 2 puntos en orden de mayor a menor preferencia a sus 6 canciones favoritas. De esta forma, el jurado repartió un total de 294 puntos. El público repartió un total de 882 puntos con base en el porcentaje de votos obtenidos a través de llamadas telefónicas, SMS y votos por la app. El mayor votado sumando ambas puntuaciones fue declarado ganador del festival y representante de Finlandia en Eurovisión.

#### Candidaturas
| Artista        | Canción (Traducción)                                   | Idioma | Compositor(es)                                                         |
| -------------- | ------------------------------------------------------ | ------ | ---------------------------------------------------------------------- |
| Bess           | «Ram pam pam» («Ram pam pam»)                          | Finés  | Bess, Jonas Olsson, Tomi Saario                                        |
| Cyan Kicks     | «Hurricane» («Huracán»)                                | Inglés | Elize Ryd, Niila Perkkiö, Susanna Alexandra, Chris Walla, Zakk Cervini |
| Isaac Sene     | «Kuuma Jäbä» («Un buen tipo»)                          | Finés  | Isaac Sene, Yrjänä                                                     |
| Olivera        | «Thank God I'm an Atheist» («Gracias a Dios soy atea») | Inglés | Katriina Ullakko, Lenno Linjama, Alpo Nummelin                         |
| The Rasmus     | «Jezebel» («Jezabel»)                                  | Inglés | Lauri Ylönen, Desmond Child                                            |
| Tommi Läntinen | «Elämä Kantaa Mua» («La vida me lleva»)                | Finés  | Leo Hakanen, Jere Marttila, Elli Haloo                                 |
| Younghearted   | «Sun Numero» («Tu número»)                             | Finés  | Reeta Huotarinen, Joonas Keronen, Vilma Alina Lähteenmäki              |

#### Final
La final tuvo lugar el 26 de febrero de 2022 en el Logomo en Turku, siendo presentado por Paula Vesala y Miisa Rotola-Pukkila.
| N.º | Artista        | Canción                    | Jurado | Televoto | Televoto   | Televoto | Lugar | Total |
| N.º | Artista        | Canción                    | Jurado | Votos    | Porcentaje | Puntos   | Lugar | Total |
| --- | -------------- | -------------------------- | ------ | -------- | ---------- | -------- | ----- | ----- |
| 1   | The Rasmus     | «Jezebel»                  | 68     | 41,758   | 27.4%      | 242      | 1     | 310   |
| 2   | Isaac Sene     | «Kuuma Jäbä»               | 28     | 17,069   | 11.2%      | 99       | 5     | 127   |
| 3   | Olivera        | «Thank God I'm an Atheist» | 46     | 20,879   | 13.7%      | 121      | 4     | 167   |
| 4   | Bess           | «Ram pam pam»              | 56     | 25,604   | 16.8%      | 148      | 3     | 204   |
| 5   | Younghearted   | «Sun Numero»               | 40     | 8,839    | 5.8%       | 51       | 6     | 91    |
| 6   | Cyan Kicks     | «Hurricane»                | 52     | 29,261   | 19.2%      | 169      | 2     | 221   |
| 7   | Tommi Läntinen | «Elämä Kantaa Mua»         | 4      | 8,992    | 5.9%       | 52       | 7     | 56    |

| Votación de jurado internacional | Votación de jurado internacional | Votación de jurado internacional | Votación de jurado internacional | Votación de jurado internacional | Votación de jurado internacional | Votación de jurado internacional | Votación de jurado internacional | Votación de jurado internacional | Votación de jurado internacional | Votación de jurado internacional |
| Artista                          | Canción                          | Bandera de Chipre                | Bandera de Noruega               | Bandera de Serbia                | Bandera de Alemania              | Bandera de España                | Bandera de República Checa       | Bandera de Italia                | Lugar                            | Total                            |
| -------------------------------- | -------------------------------- | -------------------------------- | -------------------------------- | -------------------------------- | -------------------------------- | -------------------------------- | -------------------------------- | -------------------------------- | -------------------------------- | -------------------------------- |
| The Rasmus                       | «Jezebel»                        | 6                                | 12                               | 10                               | 12                               | 10                               | 6                                | 12                               | 1                                | 68                               |
| Isaac Sene                       | «Kuuma Jäbä»                     | 2                                | 6                                | 2                                | 6                                |                                  | 10                               | 2                                | 6                                | 28                               |
| Olivera                          | «Thank God I'm an Atheist»       | 12                               | 4                                | 6                                | 10                               | 6                                | 4                                | 4                                | 4                                | 46                               |
| Bess                             | «Ram pam pam»                    | 10                               | 2                                | 12                               | 8                                | 12                               | 2                                | 10                               | 2                                | 56                               |
| Younghearted                     | «Sun Numero»                     | 8                                | 8                                | 4                                | 4                                | 2                                | 8                                | 6                                | 5                                | 40                               |
| Cyan Kicks                       | «Hurricane»                      | 4                                | 10                               | 8                                | 2                                | 8                                | 12                               | 8                                | 3                                | 52                               |
| Tommi Läntinen                   | «Elämä Kantaa Mua»               |                                  |                                  |                                  |                                  | 4                                |                                  |                                  | 7                                | 4                                |

## En Eurovisión
De acuerdo a las reglas del festival, todos los concursantes iniciaron desde las semifinales, a excepción del anfitrión (en este caso, Italia) y el Big Five compuesto por Alemania, España, Francia, la misma Italia y Reino Unido. En el sorteo realizado el 25 de enero de 2022, Finlandia fue sorteada en la segunda semifinal del festival. En este mismo sorteo, se determinó que participaría en la primera mitad de la semifinal (posiciones 1-9). Semanas después, ya conocidos los artistas y sus respectivas canciones participantes, la producción del programa dio a conocer el orden de actuación, determinando que el país participaría en la primera posición, seguida por Israel.
El festival se transmitió en el idioma oficial del país, el finés y las dos lenguas minoritarias, el sueco y el ruso. Los comentarios en finés corrieron por parte de Mikko Silvennoinen en la trasmisión de televisión y de Sanna Pirkkalainen y Toni Laaksonen en la transmisión por radio. Los comentarios para sueco corrieron por parte de Eva Frantz y Johan Lindroos en la transmisión tanto por televisión y por radio. Los comentarios en ruso corrieron por parte de Levan Tvaltvadze. Así mismo, el festival se transmitió por primera vez en las lenguas sami: en Sami inari por Heli Huovinen y en Sami septentrional por Aslak Paltto. El portavoz de la votación del jurado profesional finlandés fue el cantante y representante seleccionado por Finlandia en 2020 Aksel Kankaanranta.

### Semifinal 2

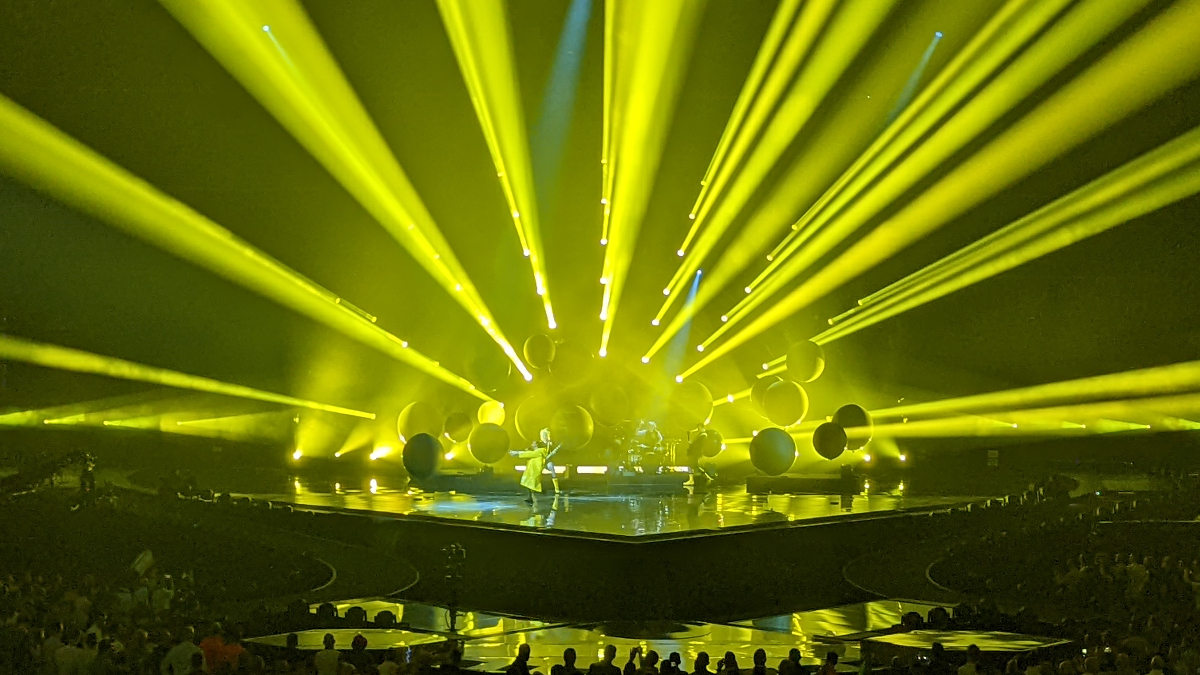
The Rasmus durante la segunda semifinal.

The Rasmus tomó parte de los ensayos los días 2 y 5 de mayo así como de los ensayos generales con vestuario de la segunda semifinal los días 11 y 12 de mayo. El ensayo general de la tarde del 11 fue tomado en cuenta por los jurados profesionales para emitir sus votos, que representaron el 50% de los puntos. Finlandia se presentó en la posición 1, detrás de Israel.
La actuación finesa tuvo el escenario en colores predominantemente negros y amarillos con un juego de flashes de luces en momentos particulares de la canción. Los 4 integrantes del grupo actuaron tocando sus instrumentos mientras el vocalista Lauri Ylönen cantaba el tema utilizando un saco de cuero amarillo que posteriormente se quitó para cantar la parte final de la canción con el torso descubierto. Asimismo se colocaron una serie de globos gigantes de color negro alrededor de todo el escenario que se elevaron en el estribillo final de la canción.
Al final del show, Finlandia fue anunciada como uno de los 10 países finalistas. Los resultados revelados una vez finalizado el festival colocaron al país nórdico en 7.ª posición con 162 puntos: 99 del televoto que lo colocó en 6° lugar y 63 puntos del jurado profesional que lo colocó en 8.ª posición.

### Final
Durante la rueda de prensa de los ganadores de la segunda semifinal, se realizó el sorteo en el que se decidió en que mitad participaría cada finalista. Finlandia fue sorteada para participar en la primera mitad de la final (posiciones 1-13). El orden de actuación revelado durante la madrugada del viernes 13 de mayo, decidió que Finlandia debía actuar en la posición 4 por delante de Portugal y por detrás de Suiza. The Rasmus tomó parte de los ensayos generales con vestuario de la final los días 13 y 14 de mayo. El ensayo general de la tarde del 13 fue tomado en cuenta por los jurados profesionales para emitir sus votos, que representaron el 50% de los puntos.
Durante la votación, Finlandia se colocó en 22.º lugar con solo 12 puntos en la votación del jurado. Posteriormente, se anunció su resultado en la votación del televoto: la 16.ª posición con 26 puntos, recibiendo como máxima puntuación los 8 puntos del televoto de Estonia. En la sumatoria final, Finlandia se colocaría en 21.ª posición con 38 puntos, empatada a puntos con República Checa pero con mejor posición por su resultado en el televoto.

### Votación

#### Puntuación a Finlandia

##### Semifinal 2
| Jurado                      | Jurado                                                                       | Jurado                         | Jurado                              | Jurado                               |
| 12 puntos                   | 10 puntos                                                                    | 8 puntos                       | 7 puntos                            | 6 puntos                             |
| --------------------------- | ---------------------------------------------------------------------------- | ------------------------------ | ----------------------------------- | ------------------------------------ |
|                             |                                                                              | - Estonia                      |                                     |                                      |
| 5 puntos                    | 4 puntos                                                                     | 3 puntos                       | 2 puntos                            | 1 punto                              |
| - Bélgica - Israel - Serbia | - Azerbaiyán - Macedonia del Norte - Montenegro - Polonia - Rumania - Suecia | - Georgia - Malta - San Marino | - Chipre - España - República Checa | - Alemania                           |
| Televoto                    |                                                                              |                                |                                     |                                      |
| 12 puntos                   | 10 puntos                                                                    | 8 puntos                       | 7 puntos                            | 6 puntos                             |
| - Estonia - Suecia          | - República Checa                                                            | - Macedonia del Norte          | - Alemania                          | - España - Georgia - Malta - Polonia |
| 5 puntos                    | 4 puntos                                                                     | 3 puntos                       | 2 puntos                            | 1 punto                              |
| - Azerbaiyán                | - Bélgica - Reino Unido - Rumania                                            | - San Marino                   | - Australia - Chipre                | - Irlanda - Serbia                   |

##### Final
| Jurado    | Jurado    | Jurado    | Jurado              | Jurado                              |
| 12 puntos | 10 puntos | 8 puntos  | 7 puntos            | 6 puntos                            |
| --------- | --------- | --------- | ------------------- | ----------------------------------- |
|           |           |           |                     | - Serbia                            |
| 5 puntos  | 4 puntos  | 3 puntos  | 2 puntos            | 1 punto                             |
| - Estonia |           |           |                     | - Italia                            |
| Televoto  |           |           |                     |                                     |
| 12 puntos | 10 puntos | 8 puntos  | 7 puntos            | 6 puntos                            |
|           |           | - Estonia | - Suecia            |                                     |
| 5 puntos  | 4 puntos  | 3 puntos  | 2 puntos            | 1 punto                             |
|           | - Ucrania |           | - Albania - Georgia | - Letonia - Malta - República Checa |

#### Votación realizada por Finlandia
| Puntos    | Jurado              | Televoto        |
| --------- | ------------------- | --------------- |
| 12 puntos | Suecia              | Estonia         |
| 10 puntos | Australia           | Suecia          |
| 8 puntos  | Serbia              | Serbia          |
| 7 puntos  | Azerbaiyán          | República Checa |
| 6 puntos  | República Checa     | Australia       |
| 5 puntos  | San Marino          | Polonia         |
| 4 puntos  | Estonia             | San Marino      |
| 3 puntos  | Chipre              | Rumania         |
| 2 puntos  | Macedonia del Norte | Georgia         |
| 1 punto   | Polonia             | Bélgica         |

| Puntos    | Jurado       | Televoto    |
| --------- | ------------ | ----------- |
| 12 puntos | Suecia       | Ucrania     |
| 10 puntos | Reino Unido  | Estonia     |
| 8 puntos  | Australia    | Suecia      |
| 7 puntos  | Serbia       | Serbia      |
| 6 puntos  | Grecia       | Noruega     |
| 5 puntos  | Países Bajos | Moldavia    |
| 4 puntos  | Noruega      | Reino Unido |
| 3 puntos  | Azerbaiyán   | España      |
| 2 puntos  | Italia       | Lituania    |
| 1 punto   | Armenia      | Francia     |

##### Desglose
El jurado finlandés estuvo compuesto por:
- Amie Borgar
- Haza Hajipoori
- Juuso Määttänen
- Riku
- Tiina Susanna Vainikainen

| Semifinal 2 | Semifinal 2         | Semifinal 2                | Semifinal 2                | Semifinal 2                | Semifinal 2                | Semifinal 2                | Semifinal 2                | Semifinal 2                | Semifinal 2                | Semifinal 2                |
| N.º         | País                | Jurado                     | Jurado                     | Jurado                     | Jurado                     | Jurado                     | Jurado                     | Jurado                     | Televoto                   | Televoto                   |
| N.º         | País                | Jurado A                   | Jurado B                   | Jurado C                   | Jurado D                   | Jurado E                   | Ranking                    | Puntos                     | Ranking                    | Puntos                     |
| ----------- | ------------------- | -------------------------- | -------------------------- | -------------------------- | -------------------------- | -------------------------- | -------------------------- | -------------------------- | -------------------------- | -------------------------- |
| 01          | Finlandia           | -------------------------- | -------------------------- | -------------------------- | -------------------------- | -------------------------- | -------------------------- | -------------------------- | -------------------------- | -------------------------- |
| 02          | Israel              | 9                          | 6                          | 14                         | 12                         | 9                          | 13                         |                            | 11                         |                            |
| 03          | Serbia              | 2                          | 5                          | 8                          | 1                          | 15                         | 3                          | 8                          | 3                          | 8                          |
| 04          | Azerbaiyán          | 8                          | 9                          | 4                          | 4                          | 8                          | 4                          | 7                          | 14                         |                            |
| 05          | Georgia             | 14                         | 17                         | 15                         | 5                          | 12                         | 15                         |                            | 9                          | 2                          |
| 06          | Malta               | 15                         | 16                         | 16                         | 10                         | 4                          | 14                         |                            | 16                         |                            |
| 07          | San Marino          | 10                         | 7                          | 9                          | 2                          | 13                         | 6                          | 5                          | 7                          | 4                          |
| 08          | Australia           | 5                          | 2                          | 2                          | 6                          | 3                          | 2                          | 10                         | 5                          | 6                          |
| 09          | Chipre              | 4                          | 15                         | 13                         | 7                          | 5                          | 8                          | 3                          | 12                         |                            |
| 10          | Irlanda             | 12                         | 4                          | 11                         | 9                          | 16                         | 12                         |                            | 13                         |                            |
| 11          | Macedonia del Norte | 6                          | 13                         | 3                          | 14                         | 11                         | 9                          | 2                          | 15                         |                            |
| 12          | Estonia             | 13                         | 10                         | 5                          | 15                         | 2                          | 7                          | 4                          | 1                          | 12                         |
| 13          | Rumania             | 17                         | 11                         | 17                         | 16                         | 10                         | 17                         |                            | 8                          | 3                          |
| 14          | Polonia             | 11                         | 8                          | 6                          | 11                         | 6                          | 10                         | 1                          | 6                          | 5                          |
| 15          | Montenegro          | 16                         | 14                         | 7                          | 13                         | 17                         | 16                         |                            | 17                         |                            |
| 16          | Bélgica             | 7                          | 3                          | 10                         | 17                         | 14                         | 11                         |                            | 10                         | 1                          |
| 17          | Suecia              | 3                          | 1                          | 1                          | 3                          | 1                          | 1                          | 12                         | 2                          | 10                         |
| 18          | República Checa     | 1                          | 12                         | 12                         | 8                          | 7                          | 5                          | 6                          | 4                          | 7                          |

| Final | Final           | Final                      | Final                      | Final                      | Final                      | Final                      | Final                      | Final                      | Final                      | Final                      |
| N.º   | País            | Jurado                     | Jurado                     | Jurado                     | Jurado                     | Jurado                     | Jurado                     | Jurado                     | Televoto                   | Televoto                   |
| N.º   | País            | Jurado A                   | Jurado B                   | Jurado C                   | Jurado D                   | Jurado E                   | Ranking                    | Puntos                     | Ranking                    | Puntos                     |
| ----- | --------------- | -------------------------- | -------------------------- | -------------------------- | -------------------------- | -------------------------- | -------------------------- | -------------------------- | -------------------------- | -------------------------- |
| 01    | República Checa | 5                          | 19                         | 9                          | 13                         | 13                         | 12                         |                            | 15                         |                            |
| 02    | Rumania         | 23                         | 23                         | 16                         | 21                         | 20                         | 23                         |                            | 14                         |                            |
| 03    | Portugal        | 14                         | 11                         | 15                         | 11                         | 17                         | 16                         |                            | 17                         |                            |
| 04    | Finlandia       | -------------------------- | -------------------------- | -------------------------- | -------------------------- | -------------------------- | -------------------------- | -------------------------- | -------------------------- | -------------------------- |
| 05    | Suiza           | 22                         | 14                         | 5                          | 17                         | 21                         | 14                         |                            | 21                         |                            |
| 06    | Francia         | 20                         | 16                         | 24                         | 23                         | 12                         | 19                         |                            | 10                         | 1                          |
| 07    | Noruega         | 2                          | 17                         | 3                          | 15                         | 9                          | 7                          | 4                          | 5                          | 6                          |
| 08    | Armenia         | 13                         | 12                         | 7                          | 12                         | 5                          | 10                         | 1                          | 24                         |                            |
| 09    | Italia          | 8                          | 7                          | 20                         | 9                          | 6                          | 9                          | 2                          | 16                         |                            |
| 10    | España          | 10                         | 21                         | 11                         | 5                          | 11                         | 11                         |                            | 8                          | 3                          |
| 11    | Países Bajos    | 9                          | 5                          | 8                          | 6                          | 3                          | 6                          | 5                          | 12                         |                            |
| 12    | Ucrania         | 6                          | 10                         | 12                         | 10                         | 18                         | 13                         |                            | 1                          | 12                         |
| 13    | Alemania        | 24                         | 22                         | 21                         | 19                         | 24                         | 24                         |                            | 20                         |                            |
| 14    | Lituania        | 21                         | 15                         | 19                         | 20                         | 22                         | 21                         |                            | 9                          | 2                          |
| 15    | Azerbaiyán      | 11                         | 9                          | 13                         | 8                          | 2                          | 8                          | 3                          | 22                         |                            |
| 16    | Bélgica         | 18                         | 6                          | 23                         | 18                         | 23                         | 17                         |                            | 18                         |                            |
| 17    | Grecia          | 17                         | 4                          | 4                          | 2                          | 14                         | 5                          | 6                          | 23                         |                            |
| 18    | Islandia        | 19                         | 20                         | 18                         | 24                         | 19                         | 22                         |                            | 19                         |                            |
| 19    | Moldavia        | 12                         | 24                         | 22                         | 22                         | 16                         | 20                         |                            | 6                          | 5                          |
| 20    | Suecia          | 3                          | 1                          | 1                          | 1                          | 4                          | 1                          | 12                         | 3                          | 8                          |
| 21    | Australia       | 4                          | 3                          | 6                          | 3                          | 7                          | 3                          | 8                          | 11                         |                            |
| 22    | Reino Unido     | 7                          | 2                          | 2                          | 4                          | 10                         | 2                          | 10                         | 7                          | 4                          |
| 23    | Polonia         | 15                         | 13                         | 14                         | 14                         | 8                          | 15                         |                            | 13                         |                            |
| 24    | Serbia          | 1                          | 8                          | 17                         | 7                          | 1                          | 4                          | 7                          | 4                          | 7                          |
| 25    | Estonia         | 16                         | 18                         | 10                         | 16                         | 15                         | 18                         |                            | 2                          | 10                         |